# Cordicantharis caspica
Cordicantharis caspica is een keversoort uit de familie soldaatjes (Cantharidae). De wetenschappelijke naam van de soort werd in 1898 gepubliceerd door Edmund Reitter.